# Bösgesäß
Bösgesäß (umgangssprachlich Preußisch-Bösgesäß, amtlich auch Bösgesäß I) ist ein Ortsteil der Gemeinde Birstein im hessischen Main-Kinzig-Kreis. Zusammen mit Böß-Gesäß („Hessisch-Bösgesäß“, amtlich „Bös-Gesäß II“) bildete es ursprünglich einen gemeinsamen Ort. Die beiden Teile des damaligen Bösgesäß gehörten jedoch bereits im späten Mittelalter zu verschiedenen Gerichten innerhalb des Herrschaftsgebietes der Isenburger. Als Grenze wurde die durch den Ort fließende Bracht festgelegt.

## Geschichte

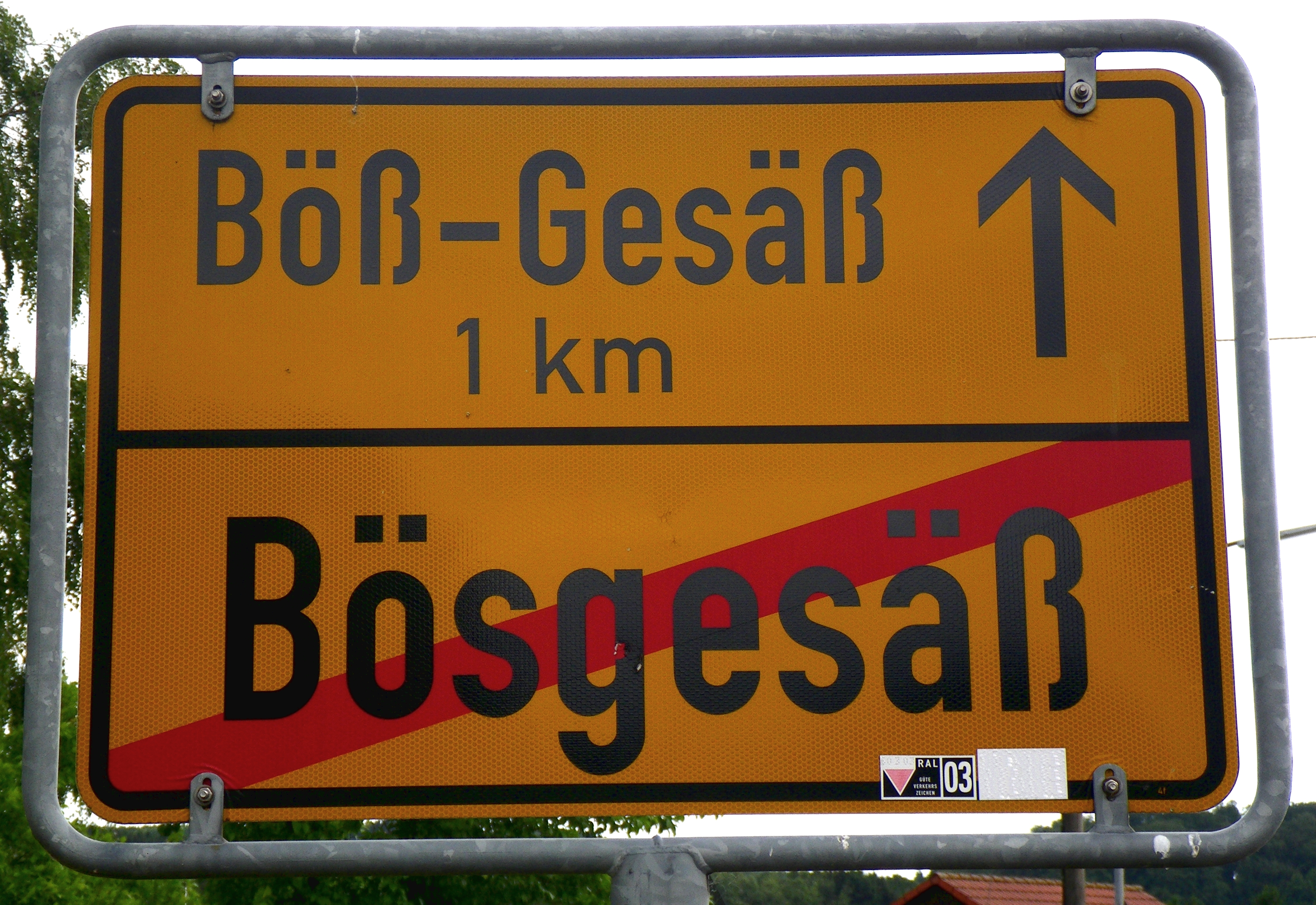
Ortsausgangsschild von Bösgesäß („Preußisch-Bösgesäß“) mit dem Hinweis auf das einen Kilometer entfernte Böß-Gesäß („Hessisch-Bösgesäß“). Die beiden Ortsteile liegen nur etwa 150 Meter auseinander.

### Ortsgeschichte
Die älteste bekannte Erwähnung von Bösgesaß stammt vom 21. September 1384 unter dem  Ortsname Buensgesesze. Der Ortsname wird als „Wohnsitz des Bunzo“ gedeutet. Diese Dorfhälfte am orografisch linken Brachtufer gehörte zum Gericht Wolferborn. Als das Fürstentum Isenburg nach dem Wiener Kongress im Jahr 1816 geteilt wurde, fiel das Gebiet an das Kurfürstentum Hessen und nach dessen Annexion 1866 an Preußen. Bösgesäß wurde später in den Landkreis Gelnhausen der Provinz Hessen-Nassau eingegliedert.
Zum 1. Februar 1971 fusionierten die bisher selbständigen Gemeinden Birstein, Bösgesäß, Fischborn und Kirchbracht im Zuge der Gebietsreform in Hessen freiwillig zur erweiterten Gemeinde Birstein.
Die westliche Dorfhälfte am rechten Brachtufer gehörte dagegen zum Gericht Unterreichenbach und fiel 1816 an das Großherzogtum Hessen. Ab 1852 war sie Teil des Landkreises Büdingen in der Provinz Oberhessen. Am 31. Dezember 1971 wurde sie als Böß-Gesäß ebenfalls ein Teil der Gemeinde Birstein.
Für beide Ortsteile, wie für alle eingegliederten ehemals eigenständigen Gemeinden von Birstein, wurde ein Ortsbezirk mit Ortsbeirat und Ortsvorsteher nach der Hessischen Gemeindeordnung gebildet.

### Verwaltungsgeschichte im Überblick
Die folgende Liste zeigt die Staaten und Verwaltungseinheiten, denen Bösgesäß angehört(e):
- vor 1806: Heiliges Römisches Reich, Fürstentum Isenburg-Birstein, Gericht Reichenbach (oder Birstein) – links der Bracht (Bösgesäß – rechts der Bracht Gericht Wenings)
- ab 1806: Fürstentum Isenburg (Rheinbund),[Anm. 2] Gericht Reichenbach oder Birstein
- ab 1812: Generalgouvernement Frankfurt,[Anm. 3] Gericht Reichenbach
- ab 1815: Kaisertum Österreich,[Anm. 4] Gericht Reichenbach
- ab 1816: Kurfürstentum Hessen,[Anm. 5] Amt Wenings, Gericht Reichenbach
- ab 1821: Kurfürstentum Hessen, Kreis Salmünster[Anm. 6]
- ab 1830: Kurfürstentum Hessen, Kreis Gelnhausen
- ab 1848: Kurfürstentum Hessen, Bezirk Hanau
- ab 1851: Kurfürstentum Hessen, Kreis Gelnhausen
- ab 1867: Königreich Preußen,[Anm. 7] Provinz Hessen-Nassau, Regierungsbezirk Kassel, Kreis Gelnhausen
- ab 1871: Deutsches Reich, Königreich Preußen, Provinz Hessen-Nassau, Regierungsbezirk Kassel, Kreis Gelnhausen
- ab 1918: Deutsches Reich,[Anm. 8] Freistaat Preußen, Provinz Hessen-Nassau, Regierungsbezirk Kassel, Kreis Gelnhausen
- ab 1944: Deutsches Reich, Freistaat Preußen, Provinz Kurhessen, Landkreis Gelnhausen
- ab 1945: Amerikanische Besatzungszone,[Anm. 9] Groß-Hessen, Regierungsbezirk Wiesbaden, Landkreis Gelnhausen
- ab 1946: Amerikanische Besatzungszone, Hessen, Regierungsbezirk Wiesbaden, Landkreis Gelnhausen
- ab 1949: Bundesrepublik Deutschland, Hessen, Regierungsbezirk Wiesbaden, Landkreis Gelnhausen
- ab 1968: Bundesrepublik Deutschland, Hessen, Regierungsbezirk Darmstadt, Landkreis Gelnhausen
- ab 1971: Bundesrepublik Deutschland, Hessen, Regierungsbezirk Darmstadt, Landkreis Gelnhausen, Gemeinde Birstein
- ab 1974: Bundesrepublik Deutschland, Hessen, Regierungsbezirk Darmstadt, Main-Kinzig-Kreis, Gemeinde Birstein

## Bevölkerung

### Einwohnerstruktur 2011
Nach den Erhebungen des Zensus 2011 lebten am Stichtag dem 9. Mai 2011 in Bösgesäß 87 Einwohner. Darunter waren 3 (3,4 %) Ausländer. Nach dem Lebensalter waren 15 Einwohner unter 18 Jahren, 42 zwischen 18 und 49, 12 zwischen 50 und 64 und 18 Einwohner waren älter. Die Einwohner lebten in 30 Haushalten. Davon waren 6 Singlehaushalte, 9 Paare ohne Kinder und 12 Paare mit Kindern, sowie 3 Alleinerziehende und keine Wohngemeinschaften. In 6 Haushalten lebten ausschließlich Senioren und in 18 Haushaltungen lebten keine Senioren.

### Einwohnerentwicklung
Quelle: Historisches Ortslexikon
- 1514: 7 Zinsende
- 1551: 15 Zinsende
- 1606: 22 Untertanen
- 1770: 12 Haushaltungen

| Bösgesäß: Einwohnerzahlen von 1834 bis 2023 | Bösgesäß: Einwohnerzahlen von 1834 bis 2023 | Bösgesäß: Einwohnerzahlen von 1834 bis 2023 | Bösgesäß: Einwohnerzahlen von 1834 bis 2023 | Bösgesäß: Einwohnerzahlen von 1834 bis 2023 |
| --- | ------------------------------------------- | ------------------------------------------- | ------------------------------------------- | ------------------------------------------- |
| Jahr |                                             |                                             |                                             | Einwohner                                   |
| 1834 | 1834                                        |                                             | 101                                         | 101                                         |
| 1840 | 1840                                        |                                             | 106                                         | 106                                         |
| 1846 | 1846                                        |                                             | 101                                         | 101                                         |
| 1852 | 1852                                        |                                             | 93                                          | 93                                          |
| 1858 | 1858                                        |                                             | 104                                         | 104                                         |
| 1864 | 1864                                        |                                             | 90                                          | 90                                          |
| 1871 | 1871                                        |                                             | 95                                          | 95                                          |
| 1875 | 1875                                        |                                             | 103                                         | 103                                         |
| 1885 | 1885                                        |                                             | 55                                          | 55                                          |
| 1895 | 1895                                        |                                             | 57                                          | 57                                          |
| 1905 | 1905                                        |                                             | 51                                          | 51                                          |
| 1910 | 1910                                        |                                             | 42                                          | 42                                          |
| 1925 | 1925                                        |                                             | 46                                          | 46                                          |
| 1939 | 1939                                        |                                             | 47                                          | 47                                          |
| 1946 | 1946                                        |                                             | 63                                          | 63                                          |
| 1950 | 1950                                        |                                             | 61                                          | 61                                          |
| 1956 | 1956                                        |                                             | 57                                          | 57                                          |
| 1961 | 1961                                        |                                             | 49                                          | 49                                          |
| 1967 | 1967                                        |                                             | 48                                          | 48                                          |
| 1970 | 1970                                        |                                             | 65                                          | 65                                          |
| 1980 | 1980                                        |                                             | ?                                           | ?                                           |
| 1990 | 1990                                        |                                             | ?                                           | ?                                           |
| 2000 | 2000                                        |                                             | ?                                           | ?                                           |
| 2011 | 2011                                        |                                             | 87                                          | 87                                          |
| 2023 | 2023                                        |                                             | 90                                          | 90                                          |
| Datenquelle: Historisches Gemeindeverzeichnis für Hessen: Die Bevölkerung der Gemeinden 1834 bis 1967. Wiesbaden: Hessisches Statistisches Landesamt, 1968. Weitere Quellen: LAGIS; Gemeinde Birstein:; Zensus 2011 |                                             |                                             |                                             |                                             |

### Historische Religionszugehörigkeit
| • 1885: | 45 evangelische (= 81,82 %), 10 katholische (= 18,18 %) Einwohner  |
| • 1961: | 48 evangelische (= 97,95 %), ein katholischer (= 2,04 %) Einwohner |

## Politik
Für Böß-Gesäß besteht ein Ortsbezirk (Gebiete der ehemaligen Gemeinde Böß-Gesäß) mit Ortsbeirat und Ortsvorsteher nach der Hessischen Gemeindeordnung.
Der Ortsbeirat besteht aus drei Mitgliedern. Bei den Kommunalwahlen in Hessen 2021 kam kein Ortsbeirat zustande.

## Kulturdenkmäler
Siehe: Liste der Kulturdenkmäler in Birstein-Bösgesäß